# Triatlón en los Juegos Olímpicos de París 2024
El triatlón en los Juegos Olímpicos de París 2024 se realizó en un circuito sobre el río Sena, con punto de partida en el puente Alejandro III de París del 31 de julio al 5 de agosto de 2024.
En total fueron disputadas en este deporte tres pruebas diferentes, una masculina, una femenina y un relevo mixto. El programa de competiciones se mantuvo como en la edición anterior.

## Clasificación
Participaron en total 110 triatletas (55 hombres y 55 mujeres) de diferentes comités olímpicos nacionales pertenecientes a la Unión Internacional de Triatlón.

## Calendario
| F | Finales |

| Fecha→ Prueba ↓ | 31 Mié | 01 Jue | 02 Vie | 03 Sáb | 04 Dom | 05 Lun |
| --------------- | ------ | ------ | ------ | ------ | ------ | ------ |
| Masculino       | F      |        |        |        |        |        |
| Femenino        | F      |        |        |        |        |        |
| Relevo mixto    |        |        |        |        |        | F      |

## Medallistas
| Evento                     | Oro                                                                             | Plata                                                                                 | Bronce                                                                                        |
| -------------------------- | ------------------------------------------------------------------------------- | ------------------------------------------------------------------------------------- | --------------------------------------------------------------------------------------------- |
| Masculino (31 de julio)    | Alex Yee · Reino Unido · 1:43:33                                                | Hayden Wilde · Nueva Zelanda · 1:43:39                                                | Léo Bergère · Francia · 1:43:44                                                               |
| Femenino (31 de julio)     | Cassandre Beaugrand · Francia · 1:54:55                                         | Julie Derron · Suiza · 1:55:01                                                        | Elizabeth Potter · Reino Unido · 1:55:10                                                      |
| Relevo mixto (5 de agosto) | Tim Hellwig · Lisa Tertsch · Lasse Lührs · Laura Lindemann · Alemania · 1:25:39 | Seth Rider · Taylor Spivey · Morgan Pearson · Taylor Knibb · Estados Unidos · 1:25:40 | Alex Yee · Georgia Taylor-Brown · Samuel Dickinson · Elizabeth Potter · Reino Unido · 1:25:40 |

## Medallero
| Núm. | País           | Oro | Plata | Bronce | Total |
| ---- | -------------- | --- | ----- | ------ | ----- |
| 1    | Reino Unido    | 1   | 0     | 2      | 3     |
| 2    | Francia        | 1   | 0     | 1      | 2     |
| 3    | Alemania       | 1   | 0     | 0      | 1     |
| 4    | Estados Unidos | 0   | 1     | 0      | 1     |
| 4    | Nueva Zelanda  | 0   | 1     | 0      | 1     |
| 4    | Suiza          | 0   | 1     | 0      | 1     |
|      | TOTAL          | 3   | 3     | 3      | 9     |